# Namea brisbanensis
Espèce
Namea brisbanensis est une espèce d'araignées mygalomorphes de la famille des Anamidae.

## Distribution
Cette espèce est endémique du Queensland en Australie. Elle se rencontre vers Brisbane.

## Description
La carapace du mâle holotype mesure 8,63 mm de long sur 7,25 mm et l'abdomen 7,50 mm de long sur 5,44 mm et la carapace de la femelle paratype mesure 10,60 mm de long sur 8,20 mm et l'abdomen 9,35 mm de long sur 6,72 mm.

## Étymologie
Son nom d'espèce, composé de brisban[e] et du suffixe latin -ensis, « qui vit dans, qui habite », lui a été donné en référence au lieu de sa découverte, Brisbane.

## Publication originale
- Raven, 1984 : A new diplurid genus from eastern Australia and a related Aname species (Diplurinae: Dipluridae: Araneae). Australian Journal of Zoology Supplementary Series, no 96, p. 1-51.